# Nordvorpommersche Waldlandschaft
Nordvorpommersche Waldlandschaft este o arie protejată (arie specială de conservare — SAC, sit de importanță comunitară — SCI) din Germania întinsă pe o suprafață de 7.374 ha, integral pe uscat.

## Localizare
Centrul sitului Nordvorpommersche Waldlandschaft este situat la coordonatele 54°14′33″N 12°52′46″E / 54.2425°N 12.8794°E.

## Înființare
Situl Nordvorpommersche Waldlandschaft a fost declarat sit de importanță comunitară în aprilie 2004 pentru a proteja 8 specii de animale. Situl a fost protejat și ca arie specială de conservare în august 2016.

## Biodiversitate
Situată în ecoregiunea continentală, aria protejată conține 8 habitate naturale: Lacuri eutrofice naturale cu vegetație de tip Magnopotamion sau Hydrocharition, Cursuri de apă de la nivel de câmpie la nivel montan, cu vegetație Ranunculion fluitantis și Callitricho-Batrachion, Mlaștini turboase de tranziție și turbării mișcătoare, Păduri de fag Luzulo-Fagetum, Păduri de fag Asperulo-Fagetum, Păduri de stejar sau de stejar și carpen sub-atlantice și medio-europene de Carpinion betuli, Mlaștini împădurite, Păduri aluvionare cu Alnus glutinosa și Fraxinus excelsior (Alno-Padion, Alnion incanae, Salicion albae).
La baza desemnării sitului se află mai multe specii protejate:
- mamifere (2): liliac cârn (Barbastella barbastellus), vidră de râu (Lutra lutra)
- nevertebrate (4): fluturele auriu (Euphydryas aurinia), fluturele purpuriu (Lycaena dispar), Osmoderma eremita, Vertigo moulinsiana
- pești (2): cicar (Lampetra planeri), țipar (Misgurnus fossilis)